# Agencia Valenciana de Movilidad
La Agencia Valenciana de Movilidad (AVM; oficialmente y en valenciano, Agència Valenciana de Mobilitat) fue un consorcio encargado de coordinar y planificar el transporte público de la Comunidad Valenciana. Su sucesor entró en funcionamiento en 2017 como Autoridad de Transporte Metropolitano de Valencia.

## Tarjeta Móbilis
Pretendía ser una tarjeta monedero única para cualquier transporte integrado en esta agencia, donde se fuese descontando el coste de los trayectos que se realizaran. La AVM tendría una caja única de ingresos, que debería gestionar y pagar después a cada operador sus ingresos proporcionales en función de los viajes de cada usuario. Por diferencias con FGV y EMT, y la rivalidad entre estas, la tarjeta solo sirvió para un solo transporte.

## Empresas de transporte

### Área Metropolitana de Castellón
- TRAM de Castellón

### Área Metropolitana de Valencia
- Metrovalencia
- EMT
- Metrorbital
- Metrobús
- Taxi Valencia

### Área Metropolitana de Alicante
- TRAM de Alicante
- TAM Alicante